# حريق برج كاوهسيونغ 2021
حريق برج كاوهسيونغ 2021 في الساعات الأولى من يوم 14 أكتوبر 2021، اندلع حريق في مبنى سكني مكون من 13 طابقًا في منطقة يانغتشنغ في كاوهسيونغ في جنوب تايوان. قُتل ما لا يقل عن 46 شخصًا وأصيب 41 آخرون. تم إخماد الحريق بعد خمس ساعات. كان هذا أخطر حريق في مبنى في تايوان منذ عام 1995، عندما اشتعلت النيران في حانة كاريوكي في تايتشونغ بوسط تايوان، مما أسفر عن مقتل 64 شخصًا.

## خلفية
صرح رئيس البلدية تشين تشي ماي أن المبنى كان يضم في السابق دار سينما، بالإضافة إلى مطاعم وصالات كاريوكي، ولكن تم التخلي عنه جزئيًا في وقت نشوب الحريق. كما ذكر المسؤولون أن المبنى كان عمره 40 عامًا، وأن عددًا قليلاً من المحلات التجارية كانت تقع في الطوابق السفلية. لم يتم استخدام طابقين تحت الأرض، وتم التخلي عن الطوابق من الأول إلى الخامس في الخدمة، بينما عاشت حوالي 120 أسرة بين الطابقين السابع والحادي عشر. أطلق السكان المحليون على البرج اسم «مبنى الأشباح رقم 1 في كاوهسيونغ». كانت الشقق صغيرة تصل إلى 13 مترًا مربعًا (140 قدمًا مربعًا)، وكان العديد من السكان يعيشون بمفردهم.
تعرض البرج لحريق آخر في وقت سابق من عمره في عام 1999. حدث هذا الحريق السابق خلال ساعات النهار، وتمكن رجال الإطفاء من إنقاذ 28 شخصًا كانوا محاصرين في المبنى ، ولم يسفر ذلك عن وفيات.
تم تركيب طفايات حريق فقط في الشهر السابق للحريق، مع ثلاثة فقط لكل طابق بسبب نقص الأموال. في عام 2007 ذكرت شركة آبل ديلي أن المسرح المهجور في المبنى أصبح مكانًا للقاء الرجال المثليين للانخراط في الأنشطة الجنسية. كتب المستكشفون الحضريون الذين زاروا المبنى في عام 2014 أن العديد من أنابيب الصرف الصحي في الطابق العلوي من المبنى قد انفجرت وأن الطوابق السفلية كانت مشغولة من قبل واضعي اليد.

## الحريق
ذكرت إدارة الإطفاء في المدينة أنه تم الإبلاغ عن الحريق لأول مرة في الساعة 02:54 بتوقيت جرينتش (18:54 بالتوقيت العالمي المنسق، 13 أكتوبر). قالت إحدى الناجيات إنها فتحت بابها ورأت دخانًا أسود في كل مكان، وذكر سكان آخرون أنهم سمعوا دويًا قويًا شبيهًا بانفجار قبل الحريق.
رد حوالي 145 من رجال الإطفاء على الحريق بـ 72 عربة إطفاء. بحلول منتصف النهار تم إجلاء ما لا يقل عن 62 شخصًا من المبنى، تتراوح أعمارهم بين ثمانية وثلاث وثمانين عامًا. أفاد رئيس الإطفاء لي تشينغ هسيو أن الحريق قد تم إخماده بحلول الساعة 07:17 بتوقيت جرينتش.
في حين لم يتم الإبلاغ عن سبب الحريق على الفور، ورد أن كمية الحطام الكبيرة والفوضى في المبنى ساعدت في انتشار الحريق وزيادة حدته.

## الإصابات
أفادت إدارة الإطفاء أن حوالي 79 شخصًا تم نقلهم إلى المستشفيات المحلية، منهم 14 في حالة خطيرة. وتغير عدد الجرحى طوال الليل بسبب خطورة الإصابات. في البداية أبلغت السلطات عن وفاة سبعة أشخاص فقط، لكن العدد زاد طوال الليل. تم الإعلان عن وفاة 32 شخصًا في مكان الحريق، بالإضافة إلى وفاة 14 شخصًا إما في الطريق أو في المستشفى. كان من المتوقع أن يرتفع عدد الضحايا، حيث لا يزال يعتقد أن بعض الضحايا محاصرون بين الطابقين السابع والثامن، وفقًا لرئيس الإطفاء في كاوشيونغ.
وفقًا للزعيم لي كان من المتوقع أن يرتفع عدد الضحايا، حيث لا يزال يعتقد أن بعض الضحايا محاصرون بين الطابقين السابع والحادي عشر. وأشار لي أيضًا إلى أن معظم الإصابات نتجت عن استنشاق الدخان، وأضاف أن أحد أسباب ارتفاع عدد الضحايا هو أن الحريق حدث خلال ساعات الصباح الباكر، بينما كان الناس لا يزالون نائمين. كان ثلاثة ممن لقوا حتفهم من مواطني البر الرئيسي الصيني المتزوجين سابقًا من مواطنين تايوانيين.

## ما بعد الحريق
طلبت الرئيسة تساي إنغ وين من السلطات المساعدة في نقل المتضررين. كما أمرت السلطات بفتح تحقيق لتحديد سبب الحريق، ولم تستبعد احتمال نشوب حريق عمدًا. استدعت الشرطة أربعة شهود للتحقيق. دعا أعضاء مجلس مدينة كاوشيونغ إلى تحسين السلامة من الحرائق في جميع أنحاء المدينة، بما في ذلك التحقيقات في المباني القديمة وتعديل معايير السلامة وتحديث المعدات والبنية التحتية.
في 15 أكتوبر 2021 أقيمت صلاة طاوية في موقع الحريق، وافتتحت جلسة اليوان التشريعية في ذلك اليوم بلحظة صمت.
اعتقل مكتب الادعاء بمنطقة كاوشيونغ رجلا يدعى كو وامرأة تدعى هوانغ. بعد الاستجواب تم الإفراج عن كو بكفالة.